# Ljubov Al'oškina
Ljubov Al'oškina (in ucraino Любов Альошкіна?; Melitopol', 23 agosto 1981) è un'ex cestista ucraina.

## Carriera
Con l'Ucraina ha disputato tre edizioni dei Campionati europei (2003, 2009, 2013).